# Chiesa di Sant'Antonio Abate (Monte Sant'Angelo)
La chiesa di Sant'Antonio Abate è una chiesa cattolica situata a Monte Sant'Angelo, nel Gargano (provincia di Foggia).

## Storia
La chiesa di Sant'Antonio Abate di Monte Sant'Angelo venne edificata attorno al 1100. Essa fu posta al di fuori delle antiche mura che proteggevano la città dell'arcangelo Michele.
Il suo posizionamento non fu casuale ma essa fu costruita lungo uno dei percorsi seguiti dai pellegrini per raggiungere la sacra Grotta (oggi patrimonio UNESCO).
Il quartiere in cui è collocata l'antichissima chiesa prende il nome dal santo a cui il luogo di culto è dedicata.

## Descrizione
Dal punto di vista stilistico la chiesa (di piccole dimensioni) rappresenta uno splendido esempio di architettura sacra romanico-pugliese del XII secolo.
Il suo interno è a navata unica, divisa in tre zone da due arcate ogivali. Troviamo inoltre un portale finemente intagliato e una bella effigie del santo abate nella lunetta.